# أندرو كووغان
أندرو كووغان (بالإنجليزية: Scot Coogan)‏ هو موسيقي أمريكي، ولد في 23 أبريل 1971 في شيكاغو في الولايات المتحدة.

## وصلات خارجية
- الموقع الرسمي
- أندرو كووغان على موقع ميوزك برينز (الإنجليزية)
- أندرو كووغان على موقع ديسكوغز (الإنجليزية)